# Perplexität (Recht)
Von Perplexität spricht man in der Rechtswissenschaft, wenn eine Äußerung (Willenserklärung oder Vertragsregelung) mehrere Bestimmungen enthält, die sich in den Rechtsfolgen widersprechen und deren Vorrang sich auch nicht durch Auslegung ermitteln lässt. Eine derartige Äußerung ist als Willenserklärung oder als Vertragsregelung nichtig.
Beseitigt die Auslegung den inneren Widerspruch mehrerer Bestimmungen, indem sie einer den Vorrang zuweist, so ist die Willenserklärung oder Vertragsregelung wirksam. Darauf hat der Richter nach BGH-Rechtsprechung hinzuwirken.
Auch Gesetze sind perplex, wenn sie dem Gebot der Normenklarheit widersprechen. Sie werden vom Bundesverfassungsgericht im Rahmen einer verfassungsgerichtlichen Normenkontrolle für nichtig erklärt (§ 78, § 82 Abs. 1 BVerfGG).